# خاطرات دیوید هولتزمن
خاطرات دیوید هولتزمن (به انگلیسی: David Holzman's Diary) فیلمی ۷۴ دقیقه‌ای به کارگردانی جیم مک‌براید با بازی ل.ام کیت کارسون محصول کشور ایالات متحده آمریکا است.